# Carignan, Ardennes
Carignan är en kommun i departementet Ardennes i regionen Grand Est (tidigare regionen Champagne-Ardenne) i nordöstra Frankrike. Kommunen ligger  i kantonen Carignan som ligger i arrondissementet Sedan. År 2022 hade Carignan 2 745 invånare.

## Befolkningsutveckling
Antalet invånare i kommunen Carignan
Referens: INSEE